# Lady Agnew of Lochnaw
Lady Agnew of Lochnaw ist ein Porträt, das der US-amerikanische Maler John Singer Sargent 1892 angefertigt hat. Es zählt zu den bekanntesten Werken des Künstlers. Dargestellt ist Gertrude Agnew, die Ehefrau von Sir Andrew Agnew, 9. Baronet, of Lochnaw. Das Ölgemälde befindet sich heute im Besitz der Scottish National Gallery in Edinburgh.

## Beschreibung

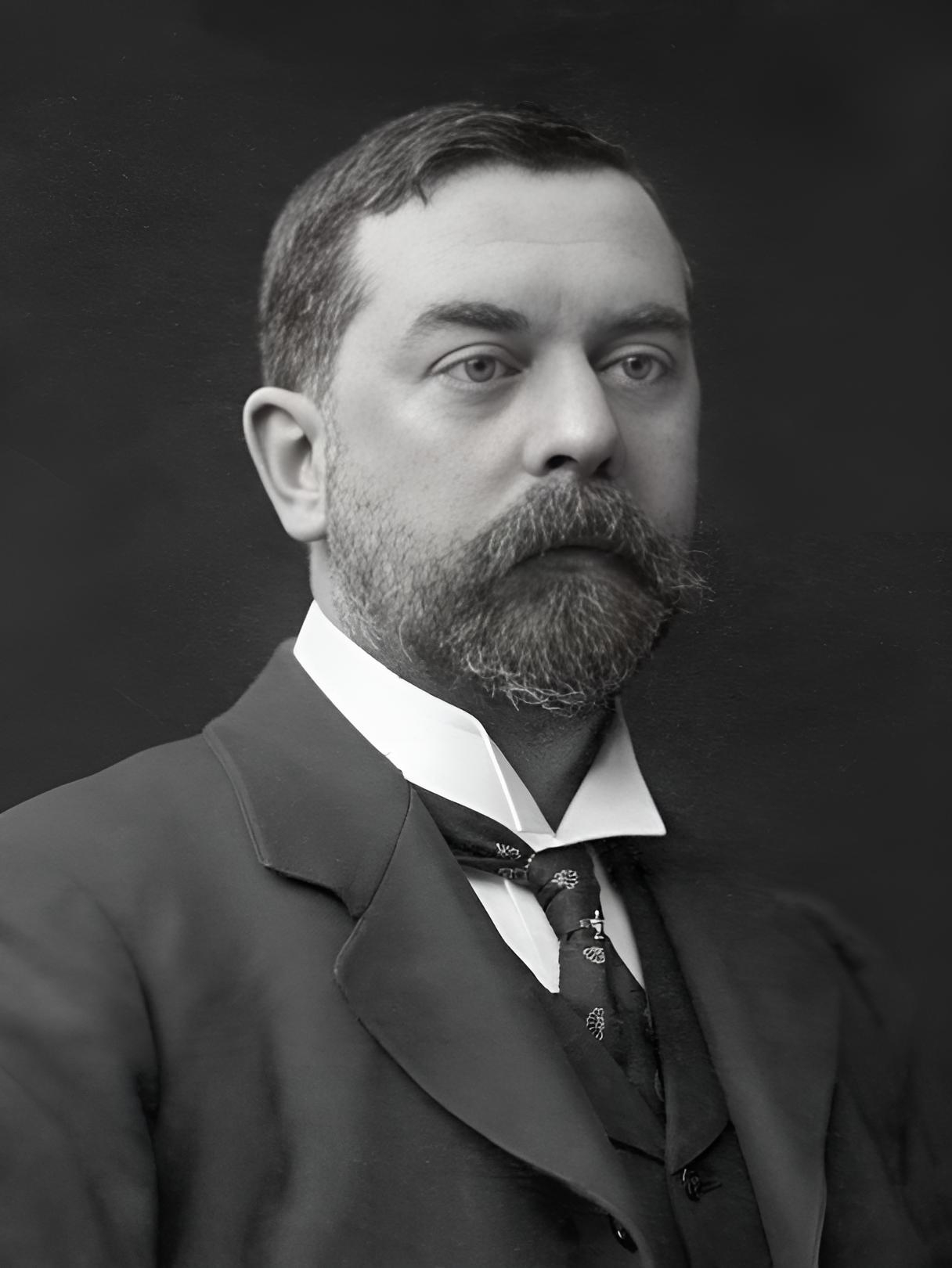
John Singer Sargent 1903

Lady Agnew sitzt in einer Bergère, einem französischen Sessel aus dem 18. Jahrhundert mit Polsterung. Sitzfläche, Rückenlehne und die Armlehnen sind mit einem lebhaften Blumenmuster verziert. Der Holzrahmen des Sessels ist sichtbar und verläuft in geschwungenen Formen. Der Sessel ist perspektivisch nicht ganz stimmig gestaltet. Der rechte Teil der Rückenlehne erscheint dadurch verbreitert und die rechte Armlehne wirkt länger als die linke. Der Hintergrund ist mit blauer chinesischer Seide drapiert. Die Szenerie wird von links oben durch eine diffuse Lichtquelle beleuchtet, worauf die unscharfen Schattenwürfe hinweisen.
Lady Agnew ist lebensgroß dargestellt und befindet sich ganz im Bildraum. Nur ihr Kleid ragt nach vorne aus dem Bildraum heraus. Sie hat sich leicht versetzt nach hinten gelehnt und umfasst mit ihrem linken Arm die Armlehne. Ihr rechter Arm liegt dagegen am Körper an und ist abgewinkelt. In ihrer rechten Hand, die auf ihrem Schoß aufliegt, scheint sie eine Blüte zu halten. Ihre Knie hat sie angezogen, weshalb man vermuten kann, dass ihre Füße auf einem Schemel aufliegen. Insgesamt nimmt Lady Agnew eine für die damalige Zeit sehr informelle Pose ein.
Ende des 19. Jahrhunderts war es üblich, dass eine vornehme Dame, die sich porträtieren ließ, ihre größten Juwelen und ihre aufwendigsten Kleider zur Schau stellte. Lady Agnew dagegen zeigt sich in verhältnismäßig schlichter Kleidung und ohne üppige Accessoires. Sie hat sich in ein bodenlanges cremefarbenes Kleid mit durchsichtigen Ärmeln und lilafarbenen Schleifenakzenten gekleidet. Um ihre Taille trägt sie eine lilafarbene Seidenschärpe, die vorne über den Sessel fällt. Als Schmuck trägt sie nur eine goldene Halskette mit Anhänger und ein goldenes Armband. Ihre Kleidung und der chinesische Wandbehang entsprechen der aktuell neuesten Mode.
Die Einfachheit der Kleidung und des Dekors lenken die Aufmerksamkeit auf das Gesicht der Porträtierten. Ihr Teint ist blass und kontrastiert mit den roten Lippen und den dunkelbraunen hochgesteckten Haaren. Lady Agnew fixiert mit einem klaren und selbstbewussten Blick unmittelbar den Betrachter. Ihr Gesichtsausdruck ist dabei entspannt und ungezwungen. Ihr Blick und ihr angedeutetes Lächeln wirken intim, aber zugleich auch herausfordernd. Ursache hierfür mag ihre rechte Augenbraue sein, die leicht angehoben ist und ihr Gesicht asymmetrisch erscheinen lässt. Die selbstbewusste Haltung und der frontale Blick waren in der zeitgenössischen Porträtmalerei ungewöhnlich, zumal die britische Gesellschaft in viktorianischen Idealen bescheidener Weiblichkeit verwurzelt war. Bei konventionellen Porträts aristokratischer Frauen blickten daher die Dargestellten nach unten, zur Seite oder auf eine andere Person oder einen Gegenstand.
John Singer Sargent gestaltete das Porträt mit einer schwungvollen und flüssigen Pinselführung, die ein Gefühl von Opulenz und Leichtigkeit vermittelt. Der überwiegende Teil des Gemäldes ist mit breitem Pinselstrich und zahlreichen Lichtreflexen ausgeführt, so dass ein schimmernder Eindruck entsteht, der mit der Spontanität der Szenerie korrespondiert. Das Gesicht von Lady Agnew arbeitete Sargent dagegen etwas feiner und differenzierter aus. Dabei verwendete er für die Gesichtszüge mehrere durchscheinende Schichten, um auf der Haut eine gewisse Tiefe und Wärme zu erzeugen. Dadurch entsteht ein spannungsreicher Kontrast zwischen dem scharf umrissenen Antlitz der Lady und der schemenhaften Umgebung.

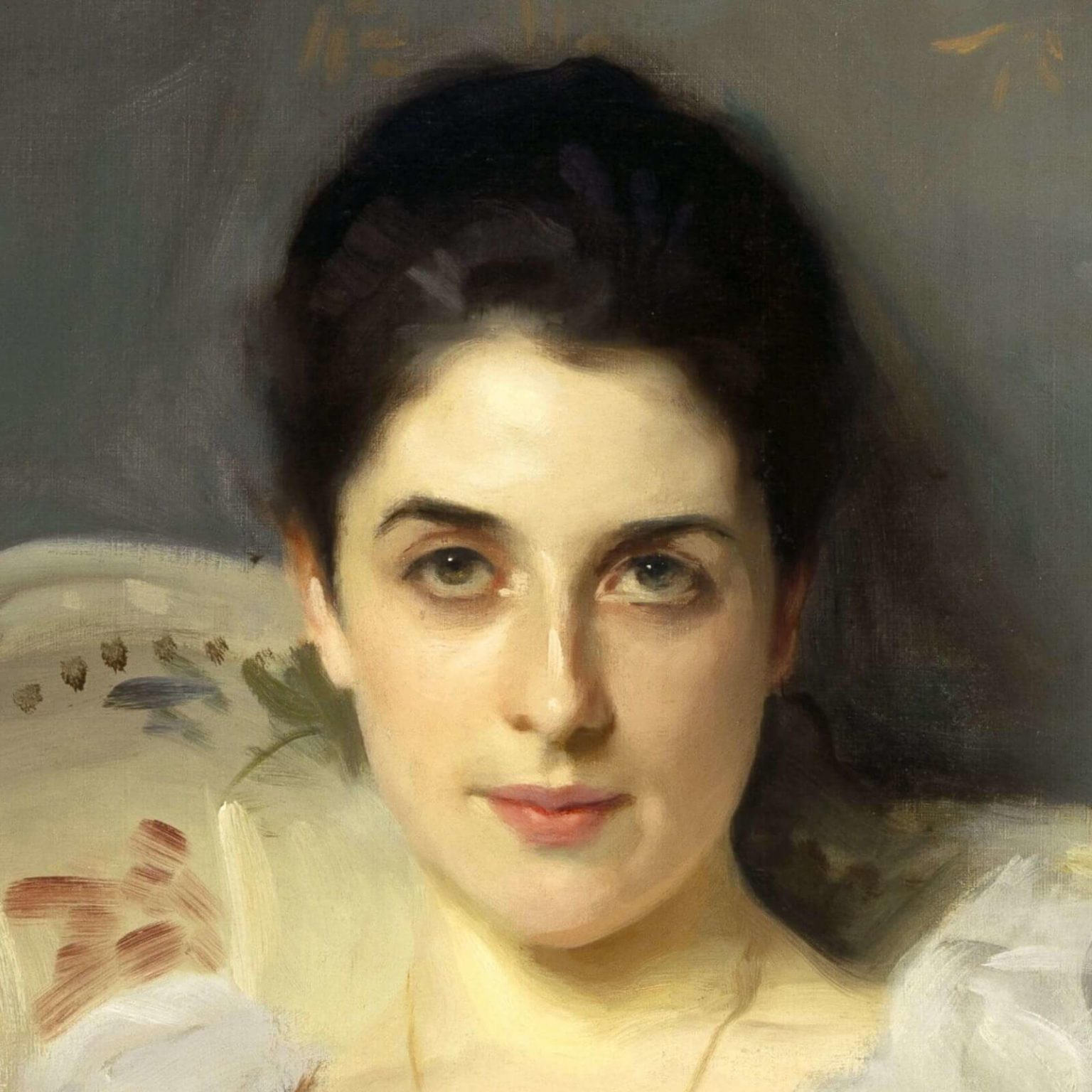
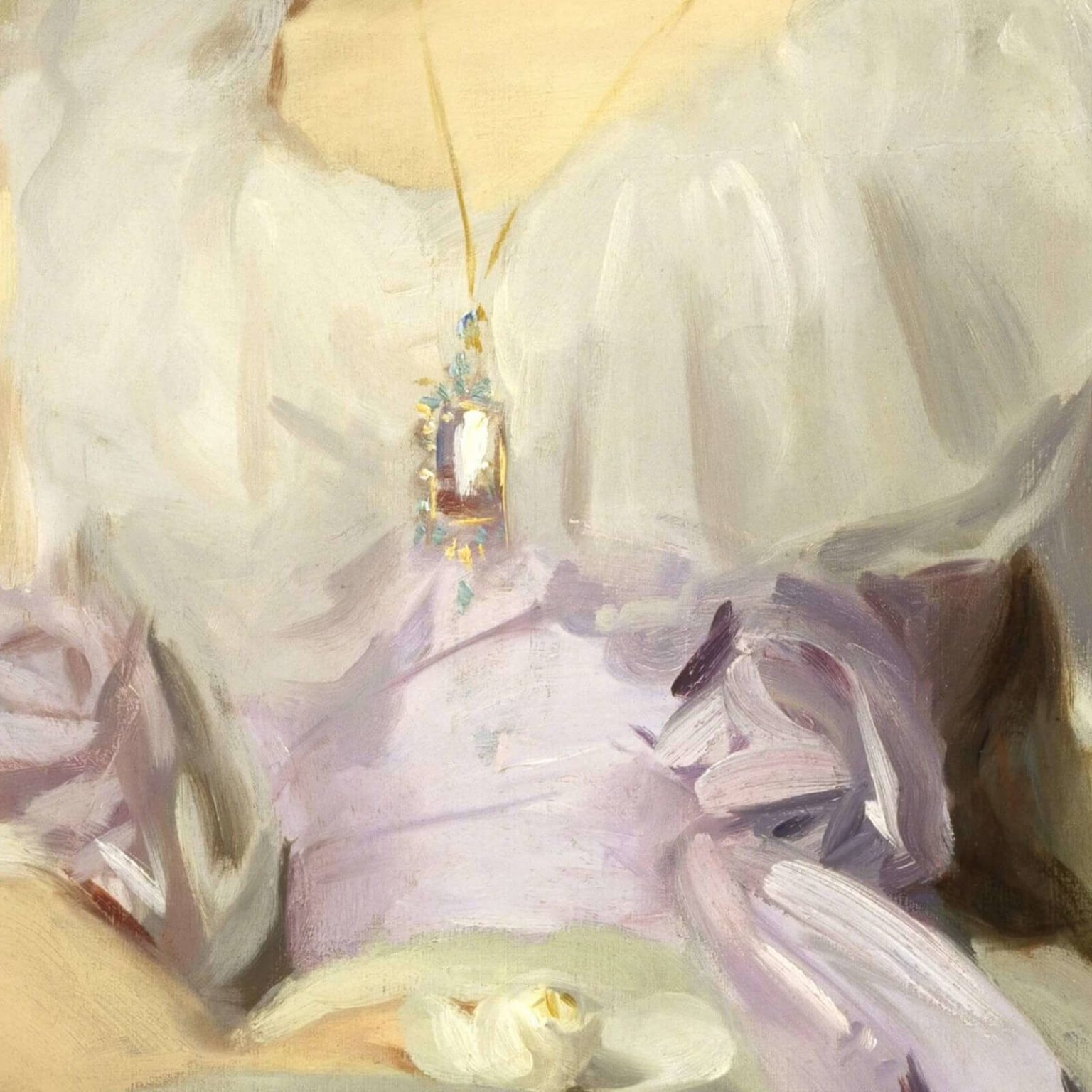
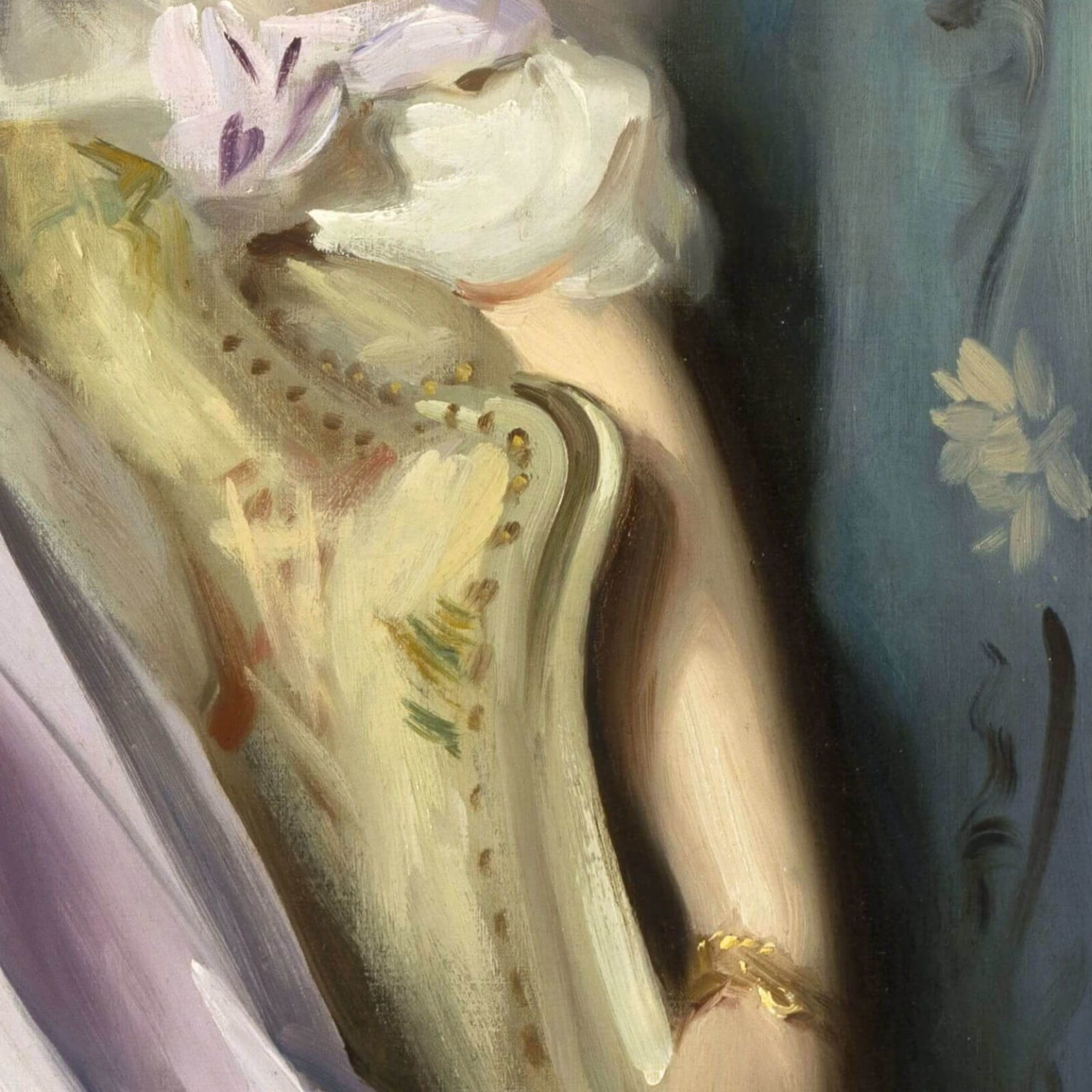
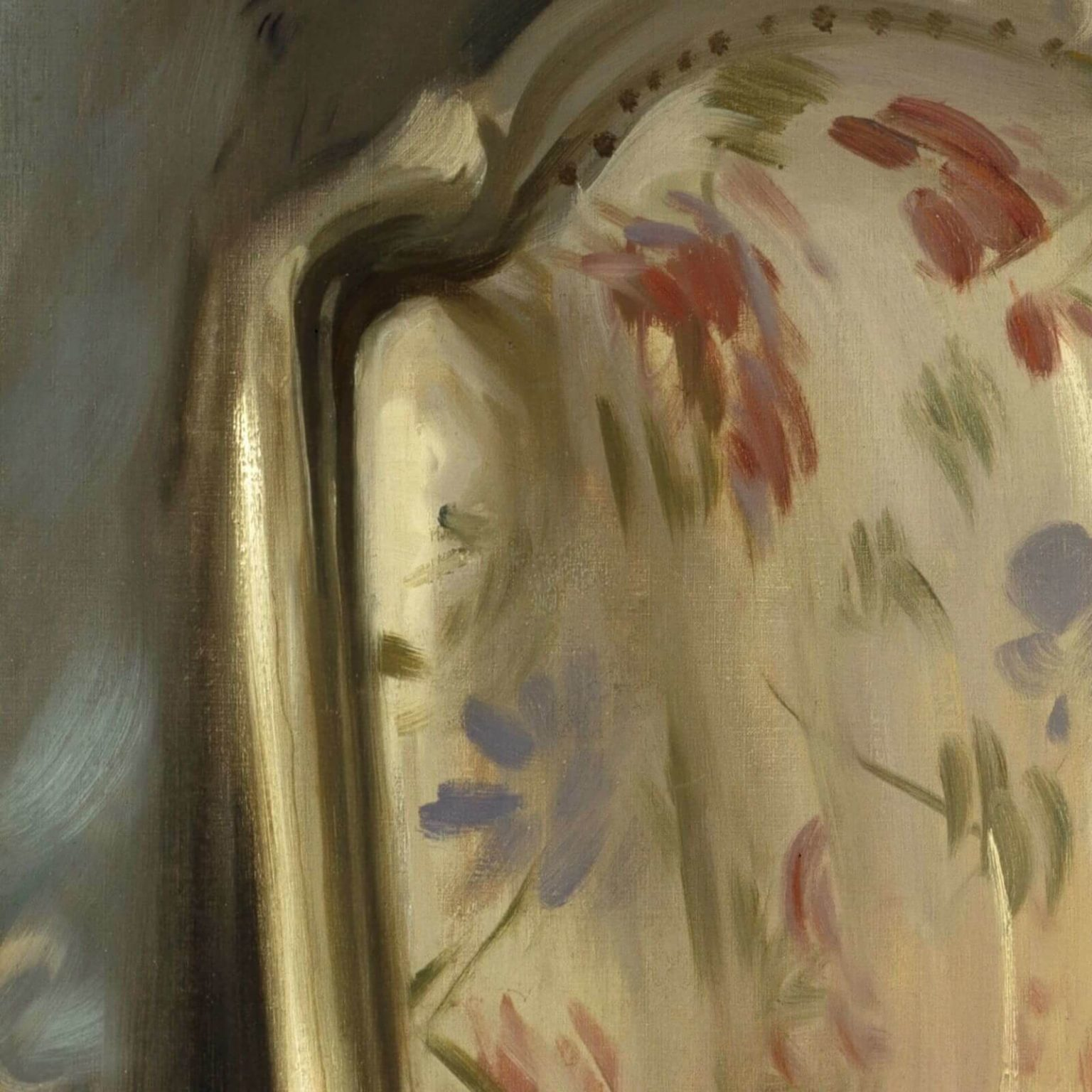
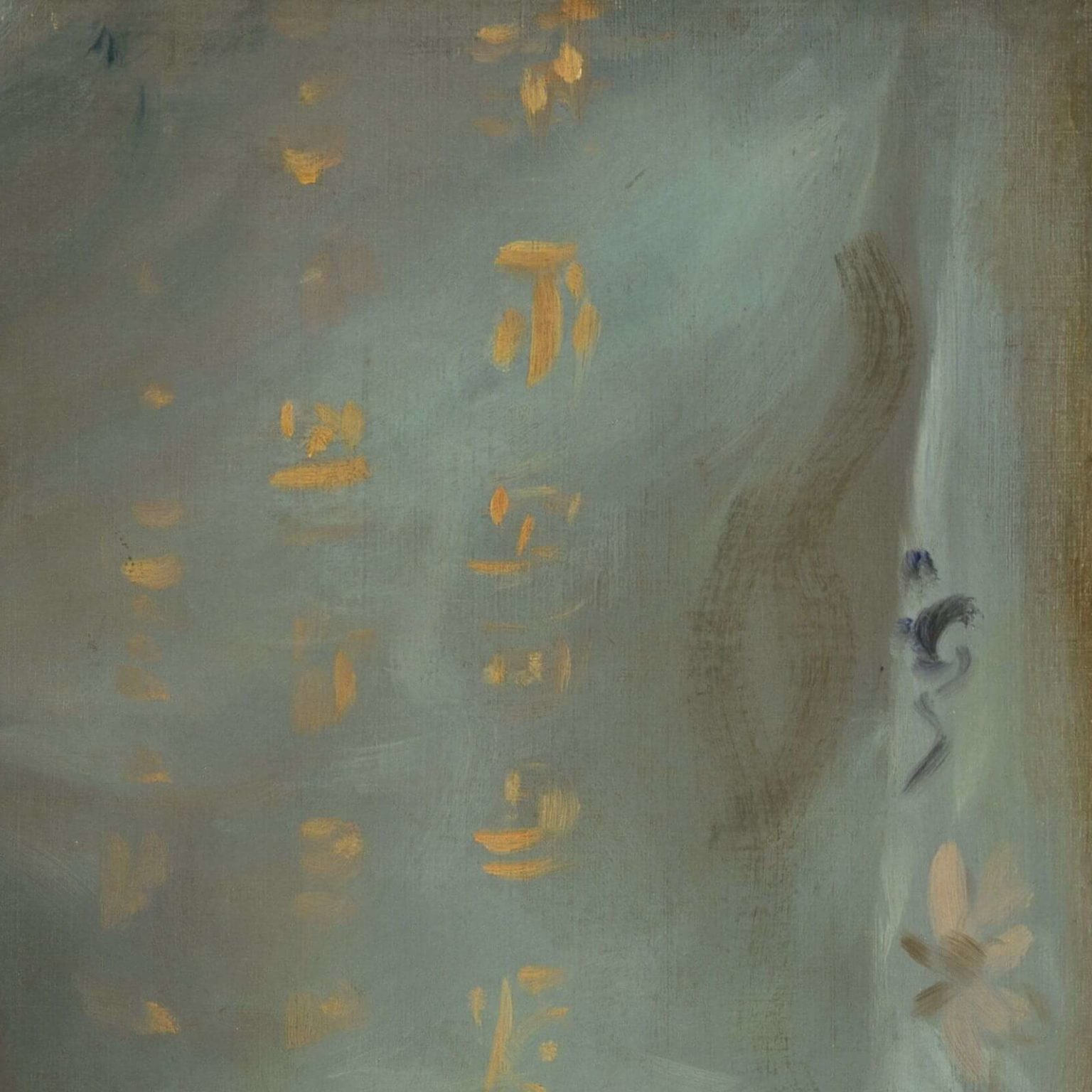

## Hintergrund

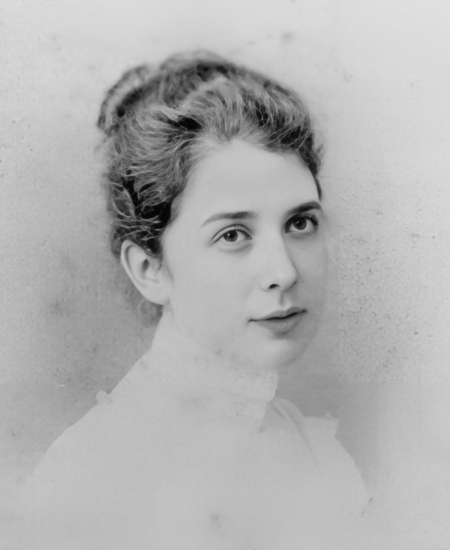
Gertrude Vernon um 1889

Gertrude Vernon (1864–1932), die spätere Lady Agnew, wurde 1864 als Tochter von Gowran Vernon und Enkelin von Robert Vernon, 1. Baron Lyveden, geboren. 1889 heiratete sie Andrew Noel Agnew (1850–1928), den ältesten Sohn von Andrew Agnew, 8. Baronet, of Lochnaw Castle in the County of Wigtown. Nach dem Tod des Vaters 1892 erbte ihr Ehemann den Titel des Baronet. Das Ehepaar lebte damals in London und verkehrte in der dortigen Aristokratie. Im selben Jahr wurde John Singer Sargent (1856–1925) beauftragt, ihr Porträt zu malen. Die genauen Umstände des Auftrags sind nicht bekannt, aber Andrew und Gertrude Agnew dürften den Künstler durch gemeinsame amerikanische Freunde kennengelernt haben. Sargent vollendete das Werk wahrscheinlich noch 1892 in sechs Sitzungen und sagte später, dass er seine besten Ergebnisse manchmal mit nur wenigen Sitzungen erzielte. Sargent war, als er Lady Agnew porträtierte, etwa 36 Jahre alt, sie war etwa 28 Jahre alt.

## Rezeption
Das Porträt wurde 1893 in der Royal Academy of Arts in London ausgestellt und war ein sofortiger Erfolg. Obwohl Sargent mit seinem Porträt gegen die traditionellen Regeln verstoßen hatte, wurde es als mutig und ästhetisch aufgenommen und beeinflusste maßgeblich die weitere Entwicklung in der Porträtmalerei. Die positive Resonanz trug dazu bei, dass John Singer Sargent in Großbritannien von nun an als Porträtist allgemein bekannt und geschätzt wurde. Möglicherweise war der große Anklang in der Öffentlichkeit ausschlaggebend dafür, dass der Künstler im Januar 1894 als assoziiertes Mitglied in die Royal Academy of Arts aufgenommen wurde. Gleichzeitig verschaffte das Gemälde Lady Agnew einen großen Prestigegewinn und machte sie zu einer Berühmtheit in der High Society.

## Provenienz

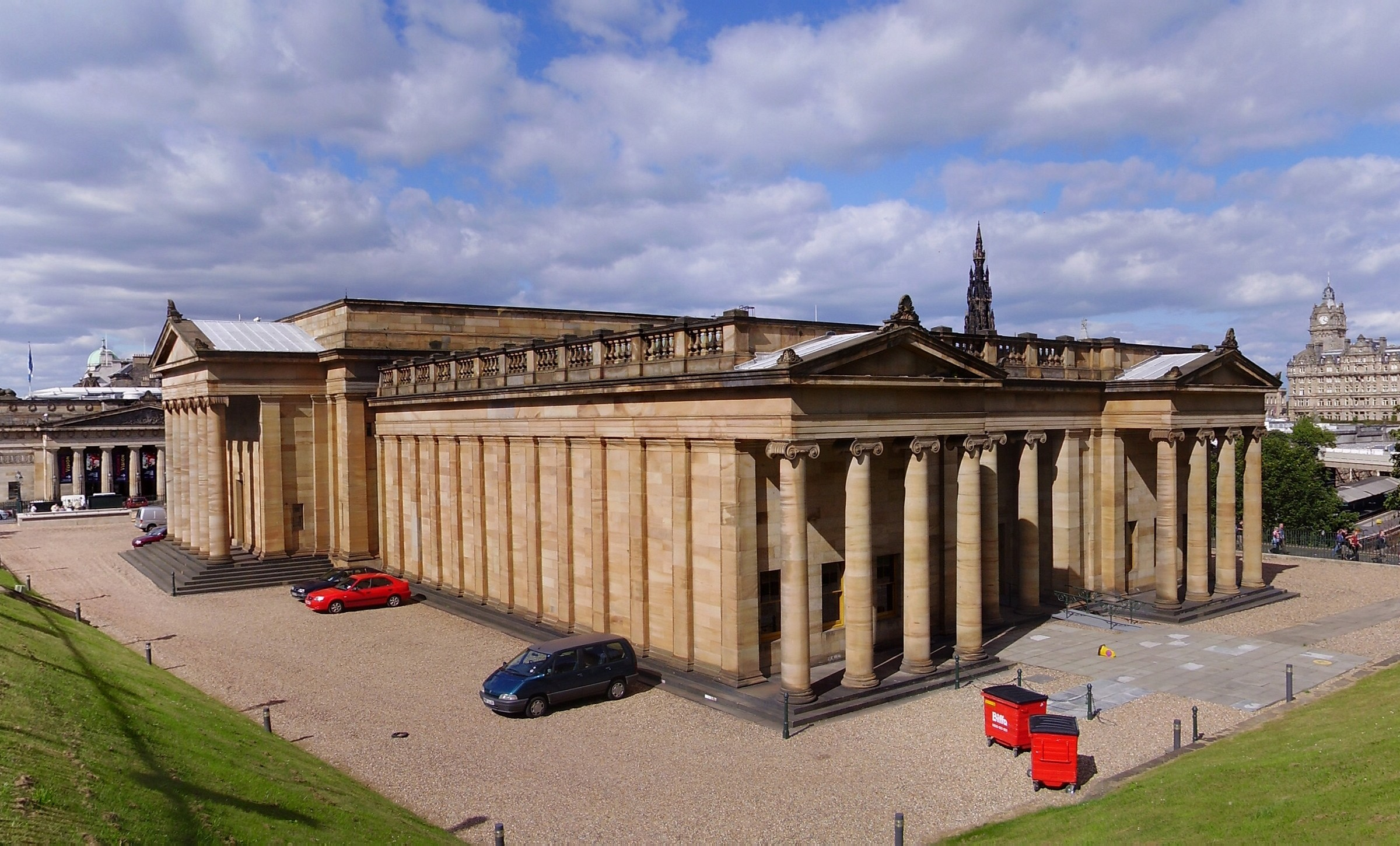
Scottish National Gallery

Der Baronet hatte das Gemälde seiner Ehefrau als Geschenk vermacht. Es blieb in ihrem Besitz bis in die 1920er Jahre. Ihr gesellschaftliches Ansehen war über die Jahre mit kostspieligen Einladungen und Empfängen verbunden. Daher entschloss sich Lady Agnew vermutlich aufgrund finanzieller Engpässe, das Gemälde zu verkaufen. Sie bot es der Stiftung der New Yorker Frick Collection zum Kauf an, aber Helen Clay Frick, die Tochter des verstorbenen Gründers Henry Clay Frick, lehnte das Angebot ab. Schließlich erwarb 1925 die Scottish National Gallery mit Unterstützung des Cowan Smith Bequest Fund das Porträt. Auf Wunsch der Verkäuferin wurde es in Lady Agnew of Lochnaw umbenannt. Zuvor hatte man es mit Lady Agnew betitelt. Lady Agnew verstarb im April 1932 nach langer Krankheit in London. Das Gemälde wird heute gewöhnlich in den Räumen der Scottish National Gallery präsentiert und hängt noch immer in seinem ursprünglichen antiken französischen Rokokorahmen.

## Ausstellungen (Auswahl)
- 1893: Royal Academy, London: Summer exhibition
- 1894: Grafton Galleries, London: Fair Women
- 1899: Copley Hall, Boston: Paintings and Sketches by John S. Sargent
- 1911: National Portrait Society, London
- 1924: Carnegie Institute, Pittsburgh: Twenty-third Annual International Exhibition of Paintings
- 1926: Royal Academy, London: Exhibition of Works by the late John S. Sargent R.A.
- 2014: The Frick Collection, New York: Masterpieces from the National Galleries of Scotland